# إكسو (فرقة)
فرقة إكسو بالكورية: 엑소، بالألفبائية الدولية: "/ˌɛkˈsoʊ/") هي فرقة فتيان كورية جنوبية صينية تشكلت بواسطة إس إم إنترتينمنت، تأسست الفرقة في عام 2011، في مدينة سول بكوريا الجنوبية. والظهور الأول للفرقة على الساحة الفنية كان في 2012 مع 12 عضواً منفصلين إلى مجموعتين هما، إكسو-كي وتضم كلاً من: سوهو، بيكهيون، تشان يول، دي أو، كاي، وسيهون ويغنون باللغة الكورية، و إكسو-إم وتضم كلاً من: كريس، شيومين، لوهان، لاي، تشين، وتاو ويغنون باللغة بالصينية.
في مايو 2014، رفع كريس دعوى قضائية ضد إس إم إنترتينمنت للمغادرة من الفرقة ثم تبعه لوهان في أكتوبر 2014. وتبعهم تاو في أغسطس 2015.

## التاريخ

### 2011: تشكيلهم
في يناير 2011، أعلن المنتج إي سو مان من شركة إس إم إنترتينمنت خططه عن ترسيم فرقة فتيان جديدة في مارس أو أبريل من عام 2011. تم تسميتهم مؤقتاً بـ (M1)، في البداية الفرقة ظهرت كسبعة أعضاء فقط حين تسربت صورة لهم في إستوديو للرقص على الإنترنت. في مايو 2011، تحدث إي سو مان عن الفرقة في ندوة لرجال الأعمال «هاليو» التي عقدت في جامعة ستانفورد. في العرض التقديمي، وضح استراتيجيته عن تقسيم الفرقة إلى فرقتين فرعيتين، M1 وM2، لكي يروجوا بنفس الموسيقى في كوريا الجنوبية والصين، ولكي يؤدوا بنفس الأغاني باللغة الكورية واللغة الصينية. إي سو مان خطط لترسيم الفرقة في مايو 2011 ولكن ترسيمهم تأجل ولم يظهر حتى أكتوبر 2011، عندما ناقش إي سو مان بإيجاز عن خطط مفهوم الفرقة مجدداً في مقابلة مع صحيفة تشوسون إلبو.
في ديسمبر 2011، الفرقة اختارت اسمها الذي هو إكسو، مع أسماء إكسو-كي للفرقة الكورية وإكسو-إم للفرقة الصينية. وتم التعريف عن الأعضاء الأثني عشر بشكل منفرد من خلال 23 تيرز «إعلان» مختلف صدر من ديسمبر 2011 إلى فبراير 2012. وكان كل من كاي ولوهان وتاو وتشين، أول أربعة أعضاء يتم التعريف عنهم وقد ظهروا لأول مرة في أول أداء علني لهم في حدث نظام بث سول «دايجو دايجون» بتاريخ 29 ديسمبر 2011.

### 2014: خروجلوهانوكريسمن الفرقة
في 15 مايو 2014 قام كريس برفع قضية على وكالة إس إم بسبب كثرة الأعمال وفي وقت القضية لم يحضرها، وفي شهر أكتوبر سنة 2014 قام لوهان برفع قضية على الوكالة والمحامي هو نفسه لكل من كريس ولوهان وهانكيونغ من سوبر جونيور.

### 2015: خروجتاومن الفرقة
في 22 أبريل 2015، نشر والد تاو رسالة عبر موقع ويبو يعبر فيها عن مشاعره لأبنه للانسحاب من الفرقة والعودة إلى الصين، وذلك بسبب عدم وجود دعمه بشأن نشاطاته الفردية وقضاياه الصحية وكان تاو قد أصيب في وقت سابق بعدة إصابات ولم تعامله وكالته بشكل صحيح وتسببت له الأصابات أن يكون غائباً خلال ترويجات إكسو لألبومهم الثاني إكسوداس.
في 23 أبريل، أصدرت وكالة إس إم بياناً رسمياً يقولون أنهم سوف يتناقشون مع والد تاو ويأملون أن يستكشفوا الاتجاه التنموي لـتاو حتى يجدون حلًا من خلال تبني وسيلة بناءة"
من خلال التفاوض مع تاو ووالده أكد تاو في وقت لاحق أنه غادر وكالة إس إم إنترتينمنت بعد المفاوضات الفاشلة معهم قدم تاو دعوى قضائية رسمية ضد وكالة إس إم في 24 أغسطس 2015 لإنهاء عقده الحصري. وقد خسر في هذة الدعاوي القضائية لانتهاكه عقده الحصري بمشاركته في نشاطات غير قانونية في الصين. من بين هذة الدعاوي القضائية كانت هنالك قضية ضد تاو لعدم سداده مبالغ لوكالة إس إم بتاريخ 13 أكتوبر 2015. وقد حكمت المحكمة في مدينة تشينغداو بالصين على تاو بأن يقوم بدفع ما يدينه لوكالة تاو بالإضافة إلى الفوائد مقابل تأخره عن الدفع.

### 2017: عودتهم بألبومهم الرابع «الحرب»
تم إصدار ألبوم إكسو الرابع الحرب مع ألاغنية الرئيسية «كو كو بوب» في 18 يوليو 2017. وفور إصداره أصبح الألبوم الأكثر طلباً والأسرع مبيعاً في تاريخ الموسيقى الكورية الجنوبية متصدراً على ألبومهم السابق «إكس'آكت»، حيث تصدر هذا الألبوم مخططات بيلبورد ورلد ألبوم ومخطط غاون للموسيقى، ودخلت في بيلبورد 200 في الرقم 87.
أغنية «كو كو بوب» تصدرت مخطط غاون الرقمي ووصلت إلى الرقم 2 على "بيلبورد ورلد ديجيتال سونغس، في 15 أغسطس 2017، أصبح الألبوم الرابع على التوالي لفرقة إكسو الذي باع أكثر من مليون نسخة.

## الأعضاء

### إكسو-كي
| الاسم الفني | الاسم الفني | اسم الميلاد | اسم الميلاد | اسم الميلاد    | تاريخ الميلاد  | الجنسية        | الموقع في الفرقة             |
| الاسم       | بالهانغل    | بالهانجا    | بالهانغل    | بالرومنة       | تاريخ الميلاد  | الجنسية        | الموقع في الفرقة             |
| ----------- | ----------- | ----------- | ----------- | -------------- | -------------- | -------------- | ---------------------------- |
| سوهو        | 수호        | 金俊勉      | 김준면      | Kim Jun Myeon  | 22 مايو 1991   | كوريا الجنوبية | قائد الفرقة، مغني ثانوي      |
| بيكهيون     | 백현        | 邊伯賢      | 변백현      | Byun Baek Hyun | 6 مايو 1992    | كوريا الجنوبية | مغني رئيسي                   |
| تشانيول     | 찬열        | 朴燦烈      | 박찬열      | Park Chan Yeol | 27 نوفمبر 1992 | كوريا الجنوبية | رابر رئيسي، مغني             |
| دي أو       | 디오        | 都暻秀      | 도경수      | Do Kyung Soo   | 12 يناير 1993  | كوريا الجنوبية | مغني رئيسي                   |
| كاي         | 카이        | 金鍾仁      | 김종인      | Kim Jong In    | 14 يناير 1994  | كوريا الجنوبية | راقص رئيسي، رابر ثانوي، مغني |
| سيهون       | 세훈        | 吳世勳      | 오세훈      | Oh Se Hun      | 12 أبريل 1994  | كوريا الجنوبية | راقص ثانوي، رابر، ماكني      |

### إكسو-إم
| الاسم الفني | الاسم الفني | اسم الميلاد | اسم الميلاد | اسم الميلاد   | تاريخ الميلاد  | الجنسية        | الموقع في الفرقة       |
| الاسم       | بالهانغل    | بالهانجا    | بالهانغل    | بالرومنة      | تاريخ الميلاد  | الجنسية        | الموقع في الفرقة       |
| ----------- | ----------- | ----------- | ----------- | ------------- | -------------- | -------------- | ---------------------- |
| شيومين      | 시우민      | 金珉錫      | 김민석      | Kim Min Seok  | 26 مارس 1990   | كوريا الجنوبية | راقص ثانوي، مغني، رابر |
| لاي         | 레이        | 張藝興      | 장이씽      | Zhang Yi Xing | 7 أكتوبر 1991  | الصين          | راقص رئيسي، مغني ثانوي |
| تشين        | 첸          | 金鐘大      | 김종대      | Kim Jong Dae  | 21 سبتمبر 1992 | كوريا الجنوبية | مغني رئيسي             |

### سابقا
| الاسم الفني | الاسم الفني | اسم الميلاد | اسم الميلاد | اسم الميلاد  | تاريخ الميلاد | الجنسية | الموقع في الفرقة        |
| الاسم       | بالهانغل    | بالهانجا    | بالهانغل    | بالرومنة     | تاريخ الميلاد | الجنسية | الموقع في الفرقة        |
| ----------- | ----------- | ----------- | ----------- | ------------ | ------------- | ------- | ----------------------- |
| لوهان       | 루한        | 鹿晗        | 루한        | Lu Han       | 20 أبريل 1990 | الصين   | مغني رئيسي، راقص رئيسي  |
| كريس        | 크리스      | 吴亦凡      | 우판        | Wu Yi Fan    | 6 نوفمبر 1990 | الصين   | قائد، رابر، مغني        |
| تاو         | 타오        | 黄子韬      | 황지타오    | Huang Zi Tao | 2 مايو 1993   | الصين   | رابر ثانوي، مغني، ماكني |

## الألبومات

### ألبومات الاستديو

#### إكس آو إكس آو
1. Wolf النسخة الكورية
2. Wolf النسخة الصينية
3. Growl
4. My Lady
5. Let Out The Beast
6. Peter Pan
7. Heart Attack
8. Baby
9. Baby Don't Cry
10. 3.6.5
11. Black Pearl
12. Lucky
13. XOXO
14. Don't Go

لهذا الألبوم تم ترويج الفرقة كـ (12) عضو وليس كمجموعتين وقاموا بالتركيز على النشاطات في كوريا
.

#### إكسوداس
1. الأغنية الرئيسية «Call Me Baby»
2. ًTransformer
3. EXODUS
4. What If
5. Lady Luck
6. Playboy
7. My Answer
8. El Dorado
9. Beautiful
10. First Love

#### إكس'آكت
1. Lucky One
2. Monster
3. Artificial Love
4. Cloud 9
5. Heaven
6. White Noise
7. One and Only
8. They Never Know
9. Stronger
10. Lotto

#### الحرب
1. The Eve
2. Ko Ko Bop
3. ?What U Do
4. Forever
5. Diamond
6. Touch It
7. Chill
8. Walk on Memories
9. Going Crazy

### الأسطوانات المطولة

#### ماما
1. الأغنية الرئيسية «Mama»
2. History
3. Two Moons
4. Into Your World
5. What Is Love
6. Machine

#### معجزات في ديسمبر
1. Miracles In December
2. Christmas Day
3. The Star
4. My Turn To Cry
5. The First Snow

#### جرعة زائدة
1. Overdose
2. Moonlight
3. Thunder
4. Run
5. Love Love Love

#### أغنى من أجلك
1. Unfair
2. Sing for You
3. Girl x Friend
4. On the Snow
5. Lightsaber

#### أخرى
1. Growl
2. XOXO
3. Lucky

1. Love Me Right
2. Promise
3. Tender Love
4. First Love

## وصلات خارجية
- إكسو على موقع ميوزك برينز (الإنجليزية)
- إكسو على موقع أول ميوزيك (الإنجليزية)
- إكسو على موقع ديسكوغز (الإنجليزية)
- الموقع الرسمي لإكسو-K.
- الموقع الرسمي لإكسو-M.
- الموقع الرسمي لمعجبين إكسو.